# Jeux d'hiver de l'Arctique
Les Jeux d'hiver de l'Arctique, en anglais Arctic Winter Games, sont une compétition internationale multisports et multiculturelle des nations arctiques.
Cette manifestation est créée en 1969 par le gouverneur de l'Alaska Walter Hickel, le commissaire des Territoires du Nord-Ouest Stuart Milton Hodgson et le commissaire du Yukon James Smith. La première édition s'est tenue en 1970 à Yellowknife, dans les Territoires du Nord-Ouest, au Canada.
Les sports pratiqués sont essentiellement des sports d'hiver avec quelques sports traditionnels comme des épreuves dénées, les courses de chiens de traîneaux, les courses de raquette à neige ou la lutte.

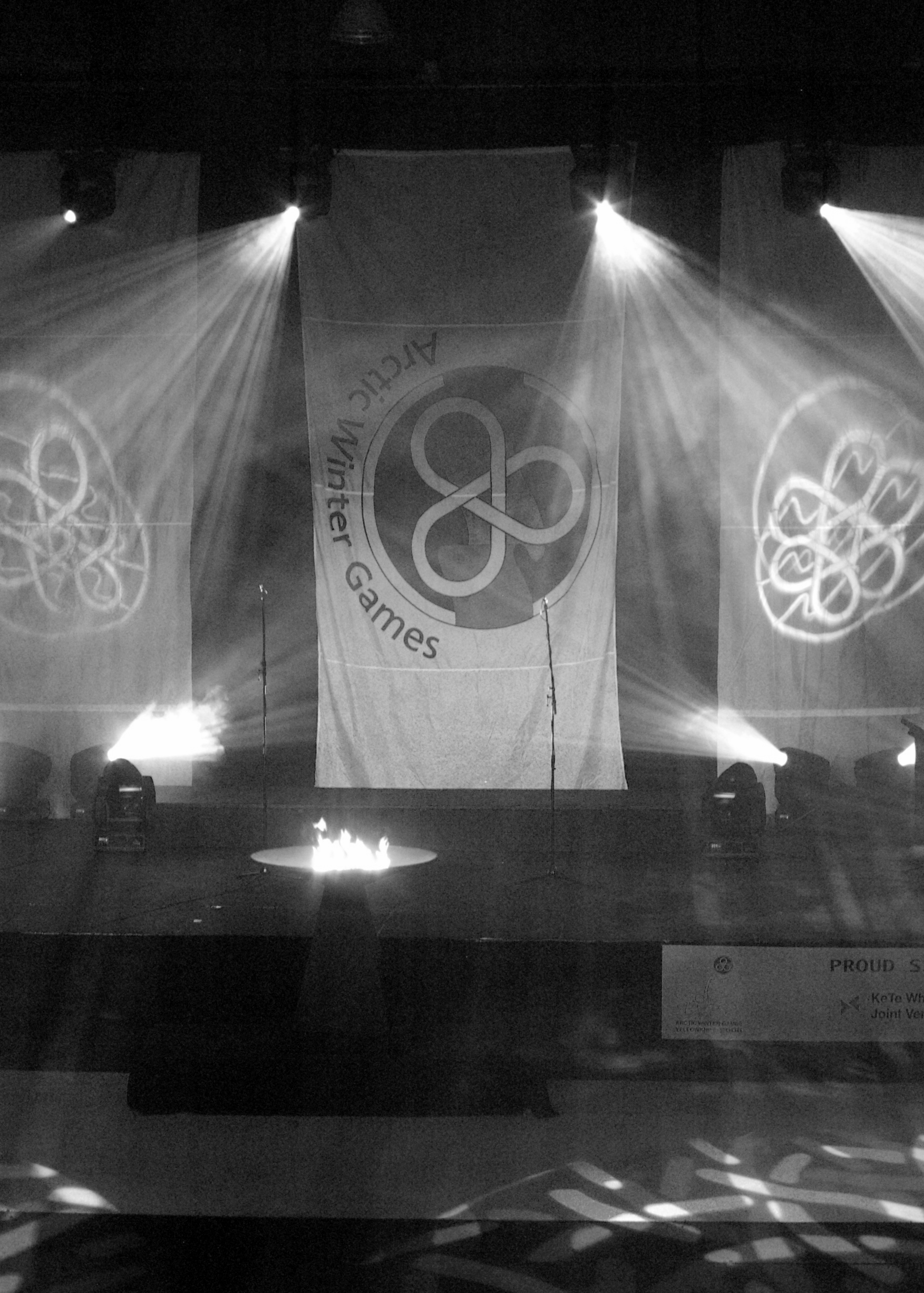
Cérémonie de clôture des Jeux d'hiver de l'Arctique le 15 mars 2008 à Yellowknife, dans les Territoires du Nord-Ouest, au Canada.

## Participants
- Alaska (États-Unis),
- Alberta du Nord (Canada),
- Groenland (Danemark),
- Iamalie (Russie),
- Laponie (Norvège, Suède, Finlande et Russie),
- Nunavik (Canada),
- Nunavut (Canada),
- Territoires du Nord-Ouest (Canada),
- Yukon (Canada).

## Éditions
| Édition | Année | Ville                   | Territoire                | Pays       |
| ------- | ----- | ----------------------- | ------------------------- | ---------- |
| I       | 1970  | Yellowknife             | Territoires du Nord-Ouest | Canada     |
| II      | 1972  | Whitehorse              | Yukon                     | Canada     |
| III     | 1974  | Anchorage               | Alaska                    | États-Unis |
| IV      | 1976  | Schefferville           | Québec                    | Canada     |
| V       | 1978  | Hay River / Pine Point  | Territoires du Nord-Ouest | Canada     |
| VI      | 1980  | Whitehorse              | Yukon                     | Canada     |
| VII     | 1982  | Fairbanks               | Alaska                    | États-Unis |
| VIII    | 1984  | Yellowknife             | Territoires du Nord-Ouest | Canada     |
| IX      | 1986  | Whitehorse              | Yukon                     | Canada     |
| X       | 1988  | Fairbanks               | Alaska                    | États-Unis |
| XI      | 1990  | Yellowknife             | Territoires du Nord-Ouest | Canada     |
| XII     | 1992  | Whitehorse              | Yukon                     | Canada     |
| XI      | 1994  | Wood Buffalo            | Alberta                   | Canada     |
| XII     | 1996  | Chugiak / Eagle River   | Alaska                    | États-Unis |
| XIII    | 1998  | Yellowknife             | Territoires du Nord-Ouest | Canada     |
| XIV     | 2000  | Whitehorse              | Yukon                     | Canada     |
| XV      | 2002  | Nuuk                    | Groenland                 | Danemark   |
| XVI     | 2004  | Wood Buffalo            | Alberta                   | Canada     |
| XVII    | 2006  | Kenai Peninsula Borough | Alaska                    | États-Unis |
| XVIII   | 2008  | Yellowknife             | Territoires du Nord-Ouest | Canada     |
| XIX     | 2010  | Wood Buffalo            | Alberta                   | Canada     |
| XX      | 2012  | Whitehorse              | Yukon                     | Canada     |
| XXI     | 2014  | Fairbanks               | Alaska                    | États-Unis |
| XXII    | 2016  | Nuuk                    | Groenland                 | Danemark   |
| XXIII   | 2018  | Hay River / Fort Smith  | Territoires du Nord-Ouest | Canada     |
| XXIV    | 2020  | Whitehorse              | Yukon                     | Canada     |
| XXV     | 2023  | Wood Buffalo            | Alberta                   | Canada     |

Les jeux seront organisés en 2024 dans la vallée de Matanuska-Susitna en Alaska. L'édition 2026 devait se tenir en Russie, cependant la Russie fut exclue par le comité international à la suite de la guerre en Ukraine ; les Territoires du Nord-Ouest et la ville de Yellowknife, qui étaient pressentis pour 2028, réflechissent actuellement à la possibilité d'organiser les jeux de 2026.